# Niels Brinck
Niels Brinck, auch als Brinck bekannt, (* 24. September 1974 in Aarhus) ist ein dänischer Singer-Songwriter.

## Leben
Er hat die Titelmelodie zu der Serie Anna Pihl – Auf Streife in Kopenhagen geschrieben sowie das Gewinnerlied der ersten dänischen Staffel der Castingshow The X-Factor, The one von Martin Hoberg Hedegaard.
2008 veröffentlichte er sein Debütalbum Brinck, das Platz 3 der dänischen Charts erreichte.
Am 31. Januar 2009 nahm er erfolgreich am Dansk Melodi Grand Prix teil: Nachdem er unter den vier besten Kandidaten der ersten Wahlrunde war, konnte er sich im zweiten K.O.-Duell gegen Johnny Deluxe durchsetzen, sodass er ins Superfinale kam. Dort besiegte er Hera Björk und vertrat daraufhin mit dem Titel Believe again sein Heimatland beim Eurovision Song Contest 2009 in Moskau. Dort belegte er beim Sieg des Norwegers Alexander Rybak einen 13. Platz. Am ESC-Beitrag hatte unter anderem auch Ronan Keating mitgeschrieben.